# Station Leszno Grzybowo
Station Leszno Grzybowo is een spoorwegstation in de Poolse plaats Leszno.